# Luca Pfaff
 (juillet 2020).
Si vous disposez d'ouvrages ou d'articles de référence ou si vous connaissez des sites web de qualité traitant du thème abordé ici, merci de compléter l'article en donnant les références utiles à sa vérifiabilité et en les liant à la section « Notes et références ».
Répertoire
musique classique; musique contemporaine
Luca Pfaff, né à Olivone (Suisse) en 1944, est un chef d'orchestre suisse naturalisé français. 

## Biographie

### Études et formation
Après son baccalauréat, en parallèle à ses études de musique, il s'inscrit à la faculté de médecine de Bâle qu'il fréquente durant trois ans. Il opte définitivement pour la musique et poursuit ses études de piano et de composition au Conservatoire G. Verdi de Milan.
Il choisit la carrière de chef d'orchestre et part à Vienne suivre les cours de direction d'orchestre de Hans Swarowsky et simultanément ceux de Franco Ferrara à Rome et Sienne.

### Carrière internationale
Il a dirigé des orchestres symphoniques, des opéras, des formations de chambre ainsi que des ensembles de musique contemporaine. De 1980 à 1984 il est chef de l'Orchestre de chambre de Santa Cecilia à Rome, et de 1986 à 1996 directeur musical de l'Orchestre symphonique du Rhin.
Il a dirigé des orchestres tels que Bayerischer Rundfunk, Bamberg, BBC, Philharmonique de Radio France, National de France, d'Espagne, de Belgique, de Grèce, du Mexique et d'Argentine, les orchestres de Radio belge, espagnole, suédoise, suisse et finlandaise, les Philharmonies de Helsinki, Oslo, Bergen, Monte-Carlo, Tonhalle-Zurich, Gulbenkian-Lisbonne, Maggio Fiorentino, RAI-Rome, Milan et Turin. Son activité lyrique l'a amené à diriger à la Monnaie de Bruxelles, à l'Opéra de Flandres (Anvers), au Mai musical de Florence, au Châtelet de Paris, à l'Opéra national de Strasbourg, à Milan, Conservatorio G. Verdi[source secondaire nécessaire]. Il se produit dans des festivals internationaux, Musica Strasbourg. Festival d'Automne Paris. Encuentros de Musica contemporania, Lisbonne. Operadehoy, Madrid. Helsinki Festival. Huddersfield Contemporary Music Festival. Alicante Music festival. PLAY IT Florence. Biennale Musica Venezia.[source secondaire nécessaire].
Sa carrière est marquée par des enregistrements discographiques avec des œuvres de Mozart à Dusapin, en passant par Johann Strauss, Bartók et Sibelius.
Son activité pédagogique l’a amené à enseigner à l'Université de Graz, au CNSM de Paris, ainsi qu’à Madrid, Lisbonne, Minsk et Moscou.

## Discographie

### Œuvres symphoniques
- Giacinto Scelsi, Œuvres pour Ensemble, 2e2m (RCA)
- Wladimir Vogel, Thyl Claes, Orchestra della Svizzera italiana (cpo)
- Bèla Bartok, Œuvres d'orchestre et concerto, RAI Turin (2 CD Arion)
- Jean Sibelius, Œuvres d'orchestre et concerto, Orchestre de Monte-Carlo (Arion)
- Mozart, Gran Partita, Carme ensemble (Nuova Era)
- Œuvres de Franco Donatoni, Ensemble Alternance (Harmonic records)
- Œuvres d'Ivan Fedele, Orchestre de Radio France (Stradivarius)
- Œuvres de Lucia Ronchetti, Orchestra della Toscana (Kairos)
- Œuvres de Gilles Tremblay
- Œuvres de Franco Evangelisti, ensemble Nuova Consonanza (RZ Berlin)

### Opéras
- Pascal Dusapin, Roméo et Juliette, OSR ( Musidisc)
- Giorgio Battistelli, Prova d'orchestra, Opéra de Flandres (Stradivarius)

## Livre
- Un chef d'orchestre entre deux siècles : Entretiens avec Jean-Charles Golomb et Jean-Michel Douiller, Editions Delatour, 2021, 286 p. (ISBN 978-2-7521-0429-8, lire en ligne)

## Film
- Luca Pfaff. Itinéraire d'un chef d'orchestre sans frontières, documentaire de Fidelio à Fedele, 35' France 3 Alsace, TSI (Suisse). Belle Hélène Productions, 1995